# Pan-Am-Flug 759
Am 9. Juli 1982 stürzte eine Boeing 727 auf dem Pan-Am-Flug 759 von Miami nach Las Vegas mit Zwischenlandung in New Orleans kurz nach dem Start vom New Orleans International Airport ab.

## Flugzeug
Das verunglückte Flugzeug war eine 14 Jahre alte Boeing 727-235 mit dem Luftfahrzeugkennzeichen N4737, die mit drei Pratt & Whitney JT8D-7B ausgestattet war.

## Besatzung
Die Besatzung bestand aus dem 45-jährigen Kapitän Kenneth McCullers, dem 32-jährigen Ersten Offizier Donald Pierce und dem 60-jährigen Flugingenieur Leo Noone.

## Verlauf
Um 16:06 Uhr Ortszeit erhielt die Boeing 727 Startfreigabe für Startbahn 10. Um 16:08 Uhr hob das vollbeladene Flugzeug ab und stieg ungewöhnlich steil auf 100 bis 150 Fuß (30 bis 46 Meter), sank dann trotz 10° positiver vertikaler Neigung, traf einige Bäume, rollte nach links und schlug um 16:09 Uhr schließlich in Kenner (Louisiana) auf. Durch den Aufschlag und die Explosion wurden das Flugzeug sowie mehrere Häuser zerstört oder schwer beschädigt. Alle 145 Insassen sowie 8 Personen am Boden starben.

## Ursache
Die Ursache war der Einflug in Scherwinde, wodurch das Flugzeug durch den Gegenwind zuerst ungewöhnlich steil stieg, dann vom Downburst nach unten gedrückt wurde und schließlich verunglückte.

## Ähnliche Flugunfälle
- Delta-Air-Lines-Flug 191
- Martinair-Flug 495
- Aeroflot-Flug 4225
- Cubana-Flug 9646
- USAir-Flug 1016
- Lufthansa-Flug 2904